# NGC 7175
NGC 7175 је група звезда у сазвежђу Лабуд која се налази на NGC листи објеката дубоког неба.
Деклинација објекта је + 54° 49' 1" а ректасцензија 21h 58m 51,6s. Привидна величина (магнитуда) објекта NGC 7175 износи 13,1.